# ピッグス湾事件
ピッグス湾事件（ピッグスわんじけん、スペイン語: Invasión de Bahía de Cochinos、英語: Bay of Pigs Invasion）は、1961年に在米亡命キューバ人部隊がアメリカ合衆国CIAの支援の下でグアテマラで軍事訓練の後、キューバに侵攻してフィデル・カストロ革命政権の打倒を試みた事件。
ピッグス湾は反カストロの亡命キューバ人部隊が上陸侵攻した場所の地名の英訳で、コチノス湾侵攻事件とも称され、キューバをはじめとする中南米諸国は、プラヤ・ヒロン侵攻事件 (Invasión de Playa Girón) や日本語訳のヒロン浜侵攻事件など称する。
このピッグス湾事件を第一次キューバ危機として、1962年10月のキューバ危機を第二次キューバ危機と称する事例も見られる。

## 概要
1959年1月のキューバ革命後、2月にフィデル・カストロが革命政権の首相に就任した。革命直後の新政権は当初アメリカへの敵対の意思は無かったが、カストロの国内政策を社会主義的と断定し対立の意思を示したアメリカは1961年1月に国交を断絶、その間にカストロ政権の転覆計画が密かに進められていた。国交断絶直後にアメリカ大統領に就任したジョン・F・ケネディは、前任のアイゼンハワー大統領時代にCIAを中心に進められていたキューバ侵攻計画を承認して、1961年4月15日にキューバ軍機に偽装した爆撃機がキューバ空軍飛行場を爆撃し、4月17日から亡命キューバ人の上陸部隊がピッグス湾（コチノス湾）にあるヒロン浜（プラヤ・ヒロン）に上陸侵攻を開始した。ソビエト連邦の援助を受けたキューバ軍は4月19日まで上陸地点のヒロン浜に封じ込め、ピッグズ湾に閉じ込められた反カストロ軍『二五〇六部隊』の上陸部隊は4月19日に投降し、114名が戦死して1189名が捕虜となった。この作戦を主導したアメリカは世界から非難を受け、ケネディ政権はキューバ政策で大きく躓いた。
この事件の直後、キューバ政府は先の革命が社会主義革命であることを宣言し、ソ連への接近を強め、翌年秘密裡に軍事協定を結び、核ミサイルを持ち込んで1962年10月にキューバ危機が発生する。

### キューバ革命後の両国関係

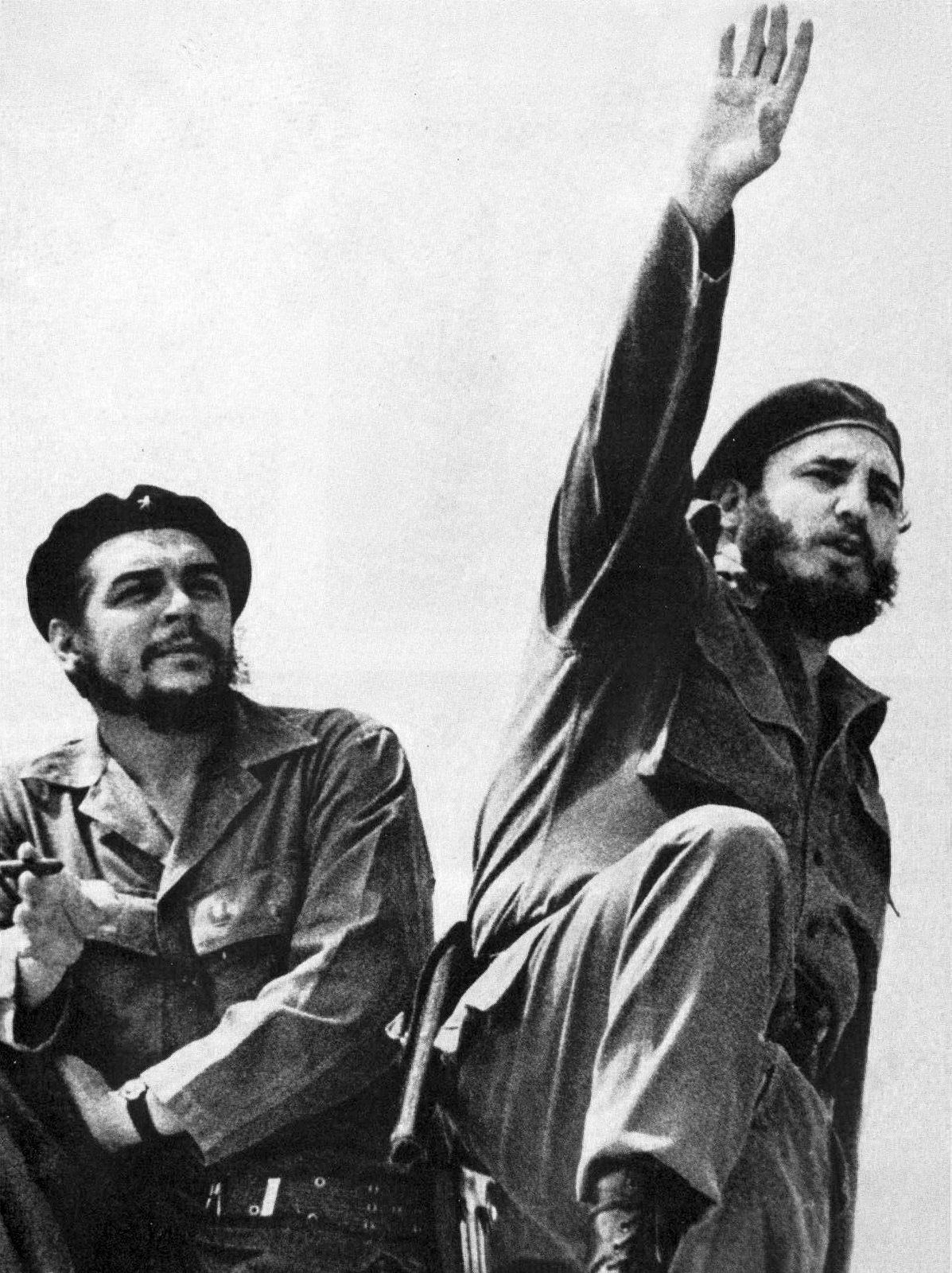
フィデル・カストロ（右）とチェ・ゲバラ（左）（1961年）

1959年1月のキューバ革命で、アメリカが支援するフルヘンシオ・バティスタ大統領の政権は崩壊し、2月にゲリラ軍を率いたフィデル・カストロが革命政権の首相に就任した。カストロ首相は当初は「アメリカ合衆国に対して友好関係を保つ」と表明しその直後にアメリカを訪問した。
それまでに国内でバティスタ政権の有力者を処刑したり農地改革を進める姿勢を示し、CIAの報告により「共産主義者」との疑いをもたれていたことなどから、バティスタ政権を背後から操り多くの利権を得ていたアメリカにとって、それらが侵害される恐れがあったため、アイゼンハワー大統領のカストロに対する対応は冷たかった。ニクソン副大統領と会談で、ニクソンから共産主義の影響拡大、反革命派処刑、自由選挙の未実施を並べて問い詰められて怒りを抑えた。
この直後、ニクソンはアイゼンハワーに、カストロは打倒すべき人物であり、キューバ人亡命者部隊を編成してキューバに侵攻すべきである、と進言した。これが2年後のピッグス湾事件につながった。

### 国交断絶
1959年5月にカストロは農地改革を断行し、6月にアメリカの資産を国有化し、アイゼンハワー大統領は対抗策としてキューバの最大の産業である砂糖の輸入を停止して禁輸措置に踏み切った。反発したカストロ首相は、弟のラウル・カストロを冷戦下でアメリカ合衆国と対峙していたソ連のモスクワに派遣し、1960年2月にアナスタス・ミコヤン第一副首相がハバナを訪問し、1億ドルの借款供与、砂糖買い付け、武器売り渡しを柱とする経済協力協定を結んだ。
アメリカ合衆国本土のすぐ隣の国であるキューバがソビエト連邦と手を組む事態を受けて、アメリカは共産主義国家の脅威を間近で感じることになった。
1961年1月3日にキューバへ国交断絶を通告した。この間にキューバから10万人余の避難民がフロリダ州マイアミに集まる。

### アイゼンハワー政権のカストロ転覆計画

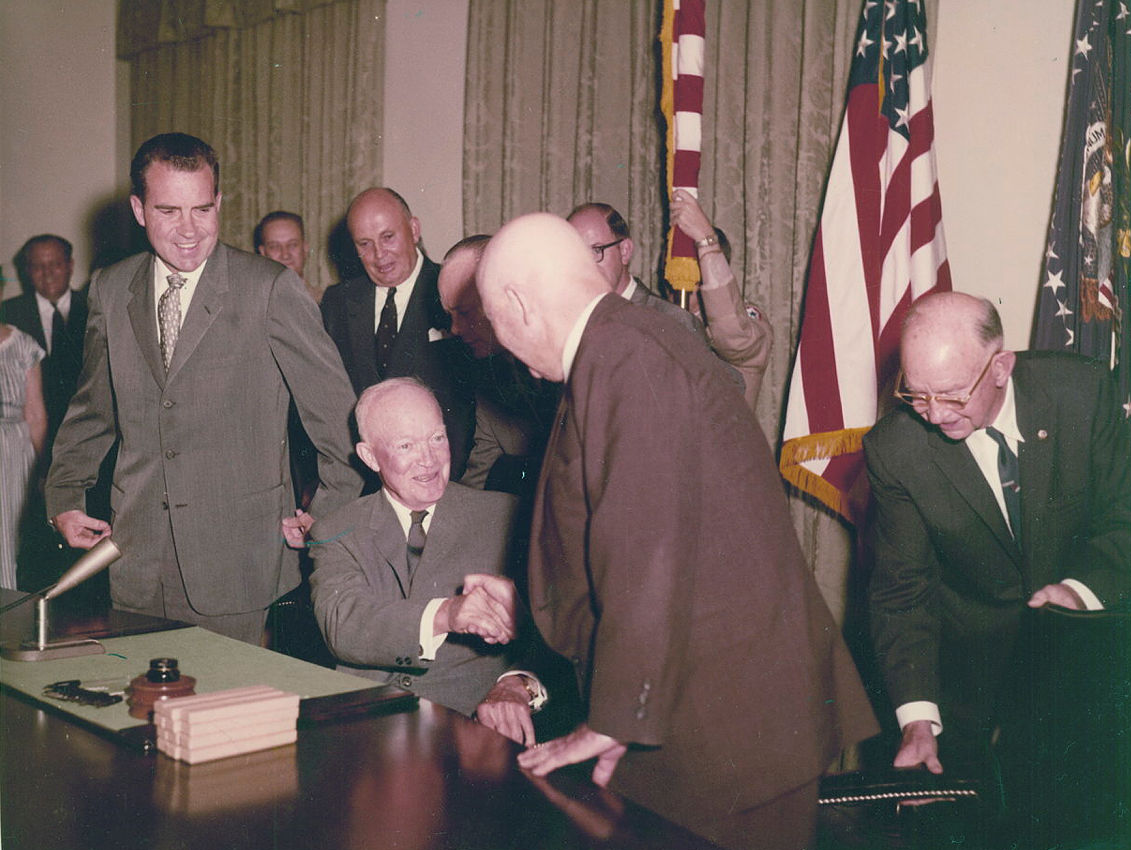
アイゼンハワー大統領（中）とニクソン副大統領（左）

これに先立つ1959年10月に、ニッケル鉱山などのアメリカの鉱業利権をカストロ政権が接収し始めると、アイゼンハワー大統領はCIAに対してキューバへの海空からの破壊活動、キューバ国内の反革命勢力への支援、カストロ体制の打倒工作、カストロ暗殺計画などを承認して秘密裏に転覆計画を開始した。
母国を脱出してきた亡命者1,500人をゲリラ軍として組織化し、CIAの軍事援助と資金協力の下でキューバ上陸作戦を敢行させるため、1954年のPBSUCCESS作戦により親米軍事政権が成立していたグアテマラの基地においてゲリラ戦の訓練を行った。退任間近だったアイゼンハワー大統領はやがてキューバ問題から手を引き、その後は共和党の次期大統領候補ともなるリチャード・ニクソン副大統領やCIAのアレン・ダレス長官らがこの作戦計画を進めた。
その間、作戦は当初のゲリラ戦から通常戦に変更する決定が下された。兵員数と物資で圧倒的に劣る反カストロ軍がキューバ政府軍に勝つために、アメリカ軍の正規軍の介入が計画に組み入れられた。1960年11月に大統領選挙が行われ、1961年1月20日にジョン・F・ケネディが大統領に就任した。

### CIAの計画

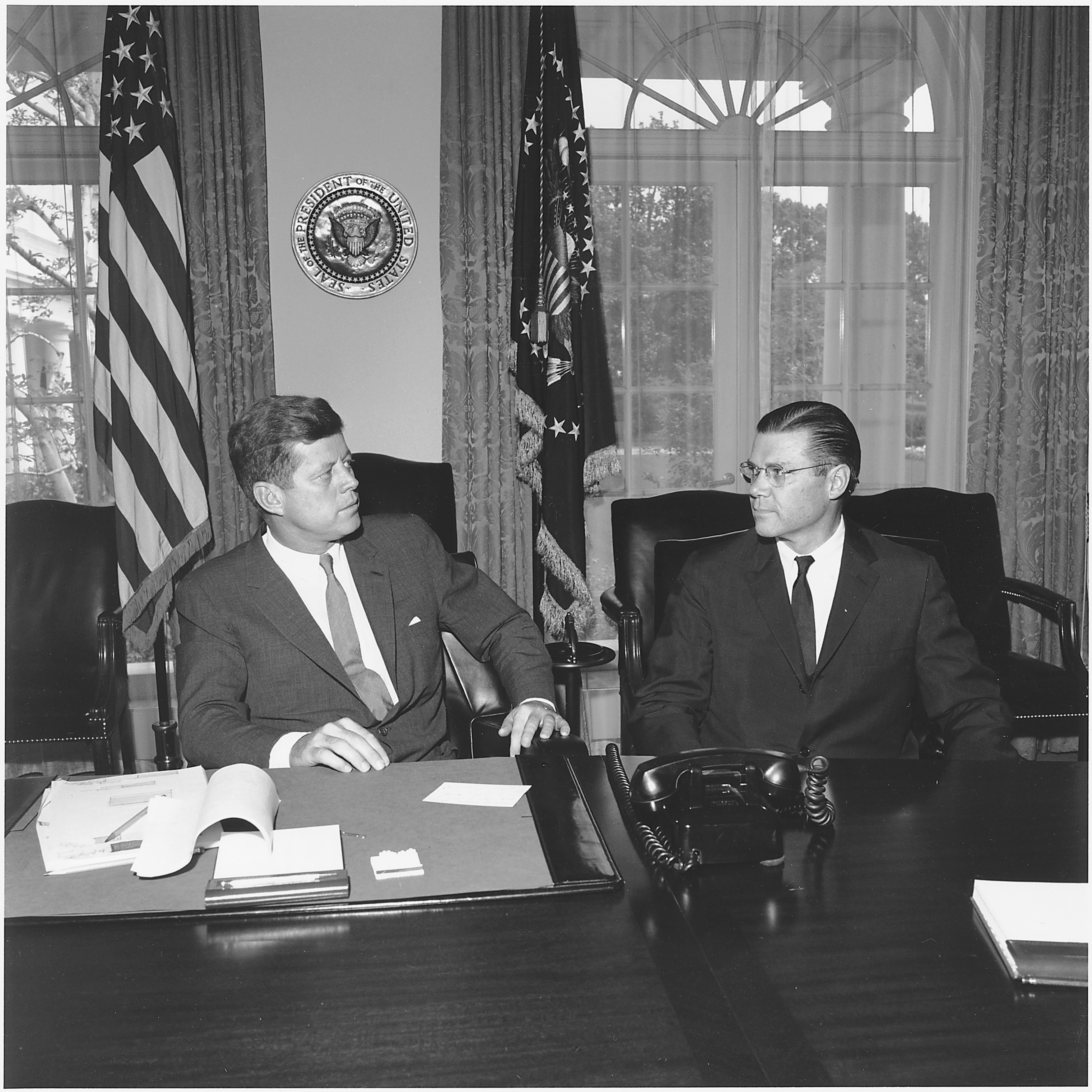
ジョン・F・ケネディ大統領とロバート・マクナマラ国防長官

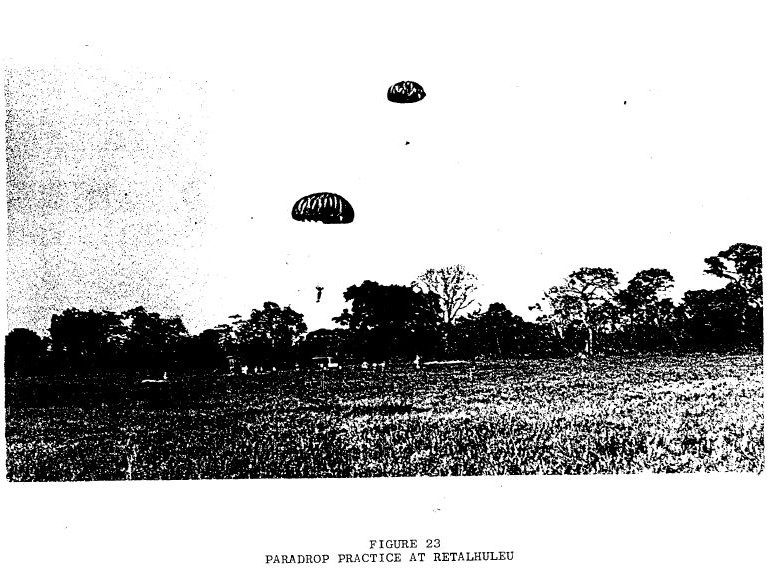
ピッグス湾上陸の予行演習を行うキューバ人亡命者

大統領選挙に当選したばかりのケネディは、就任前にCIAのダレス長官から作戦計画の説明を受けて重要さと大胆さに驚いた。ライマン・レムニッツァー統合参謀本部議長とバーク海軍作戦部長から専門的意見を聴いたが、いずれも成功する作戦で問題ないと述べた。
1961年4月4日にキューバの作戦行動について、大統領、ディーン・ラスク国務長官、ロバート・マクナマラ国防長官、C・ダグラス・ディロン財務長官、J・ウィリアム・フルブライト上院外交委員長、アーサー・シュレジンジャー大統領顧問、アレン・ウェルシュ・ダレスCIA長官、チャールズ・カベル副長官、リチャード・ビッセル担当官、ライマン・レムニッツァー統合参謀本部議長らが集まり最後の会議を国務省で催した。ダレスCIA長官と作戦担当のリチャード・ビッセルがこの作戦の内容を説明した。アメリカが介入するのではなく、カストロ政権の成立後にアメリカへ避難した亡命者から約1400人がグアテマラでCIAによる軍事訓練を受けており、この1400人が陸海共同でキューバへの上陸作戦を展開し、上陸が成功すればキューバ国内の反政府抵抗組織2500人と同調する反カストログループ約2万人が行動を起こし、これに鼓舞されて情報機関の推定で総人口の25パーセント (%) を占めるカストロに反感を示す大衆が蜂起する、というものだった。反カストロ軍の空軍部隊がカストロ政府軍の飛行場を爆撃して最初に制空権を奪う。カストロ政府の空軍は経験のあるパイロットがおらず、全く組織化されていないので二度の爆撃で十分であり、この計画の成功は空軍の無力化にかかっている。そしてカストロ政府の空軍が事前爆撃で完全に破壊されると海からの上陸後にまず「キューバ革命委員会」が臨時政府樹立を宣言し、もしうまくいかなかった時は近くの山に逃げ込みゲリラ戦術を展開する、このビッセルの説明に反対を表明したものはいなかった。
ケネディはあくまでアメリカの介入には慎重であった。当時ベルリンが危機的な状況で、キューバを口実にフルシチョフがベルリン問題で軍事的行動を起こすことを恐れていた。CIAは反カストロ軍にアメリカ軍の応援を確約していたが、ダレス長官が正規軍を介入させないと説明し、ケネディは作戦の実行を承認した。ケネディはアメリカによる直接の関与を隠すため、最初の空襲は爆撃機の数を減らすことと夜間上陸に適しているとして上陸地点の変更を命じたが、作戦に大きな障害となった。上陸地点はピッグス湾に変更されたが、サンゴ礁があることは予期しておらず、上陸後に苦戦となった場合は反カストログループがいるエスカンプライ山脈に逃げ込む予定であったが、上陸地点をピッグス湾に変更してそれが不可能となったのである。CIAは作戦失敗のリスクを過小評価していた。

### 爆撃の失敗

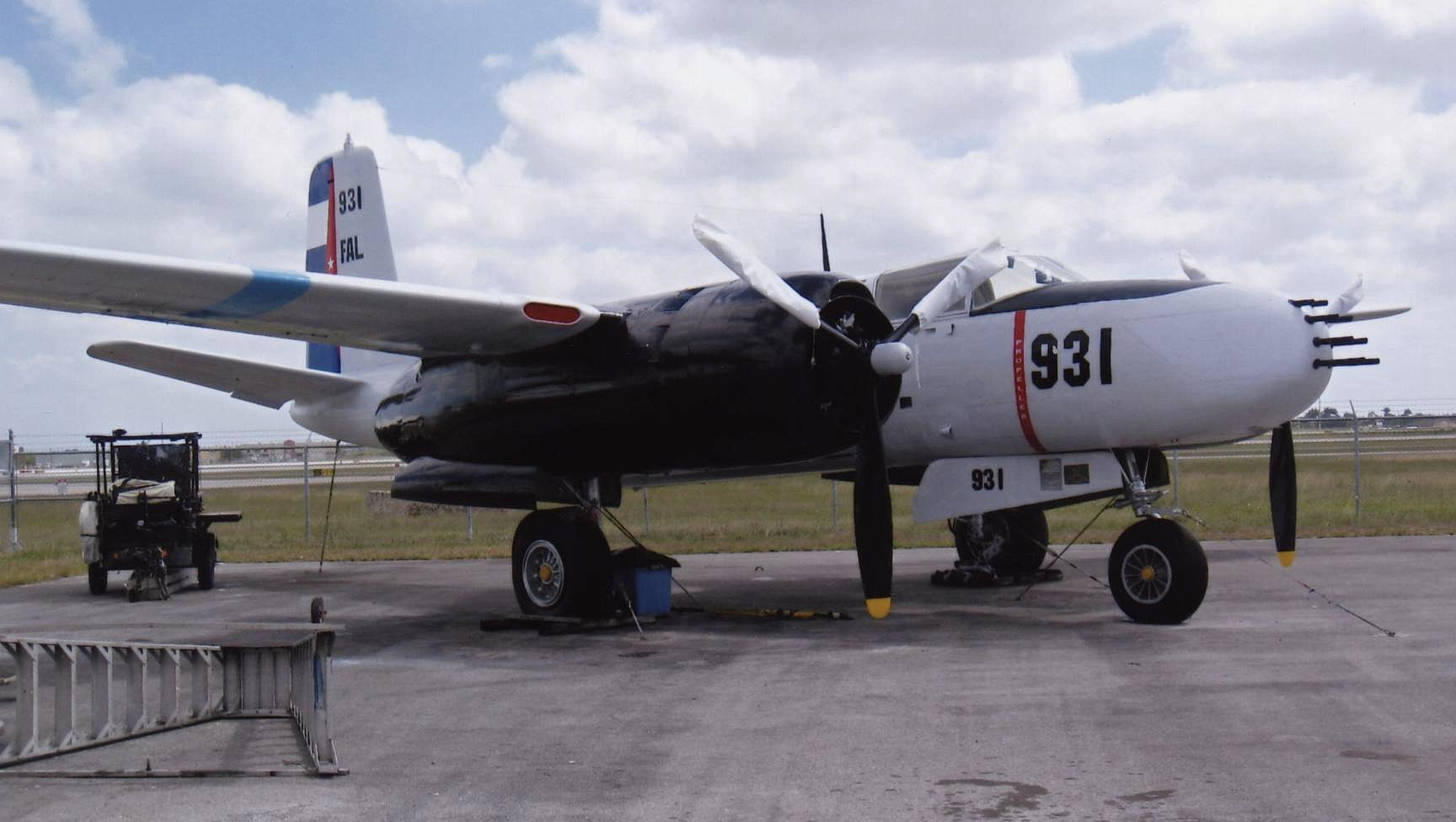
キューバ政府軍機に偽装したアメリカ空軍のA-26インベーダー。フロリダ州の博物館に現存するもの

1961年4月初旬に、アメリカ海軍空母「エセックス」は、「2週間の通常訓練航海」の名目でフロリダ沖を航行した。この時、「エセックス」は12機のA4D-2スカイホークを搭載していた。A4Dは20ミリ機銃で武装されており、数日後に識別標識は機体と同じグレーで塗装されて「戦闘哨戒飛行」のため昼夜を問わず飛行するようになった。乗員のほとんどには知らされていなかったが、一連の行為はピッグス湾事件で出動することになる爆撃機護衛を目的とした任務であった。
4月15日朝6時頃に、反カストロ軍はキューバ政府軍機に偽装したアメリカ空軍の旧型攻撃機、A-26によりキューバ軍基地を空襲した。この日キューバ国籍のマークを付けた8機がニカラグア東岸プエルト・カベサスにある秘密のCIA航空基地から発進し、上陸作戦支援のための予備的攻撃を加えたが、結果は政府軍が所有する36機の戦闘機のうちわずか5機を破壊するに留まった。
最初の空爆でキューバ空軍機を壊滅して制空権を反カストロ軍が確保するはずが、空爆が不十分で制空権を奪えず、アメリカ海軍空母艦載機からの支援もなかった。これが2日後に政府軍の空襲で上陸作戦に支障をきたすこととなった。数時間後にはキューバ外相ラウル・ロアがニューヨークの国連本部で「アメリカの仕業」として非難した。

### 上陸作戦の実行

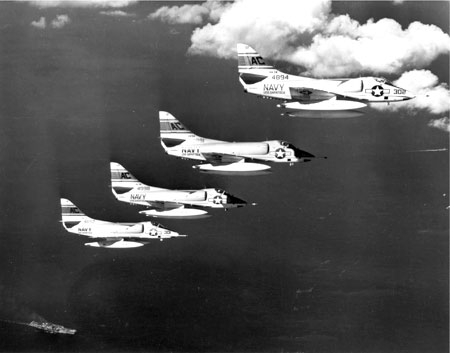
ヒロン浜沖合の上空を飛行する空母「エセックス」のダグラスA-4D2

続いて4月17日にピッグス湾（コチノス湾）ヒロン浜への上陸を開始した。グアテマラで武器の供与を受け訓練されて上陸した反カストロ軍「二五〇六部隊」は1500人以下にすぎず、政府軍が約20万人で迎え撃った。制空権が確保されず、政府軍のロッキードT33ジェット機から爆撃を受けて武器弾薬や食糧そして医療品などを積んだ2隻の物資補給船が撃沈されるなど補給経路が早々に破壊されたことで、弾薬・食糧・医療品が早く尽きてヒロン浜に閉じ込められて劣勢に立たされた。
窮地に立たされたCIAと軍は、ケネディ大統領に上陸部隊を救うためにアメリカ軍の直接介入を求め、かねてからヒロン浜の沖合に待機していた「エセックス」からのジェット戦闘機による支援を求めたのであった。しかし最終的に大統領はこれを拒否した。
その後、アメリカ政府内が混乱してケネディ大統領の命令によりアメリカ軍の戦闘機による次の爆撃機への援護に出発したが、時差を計算せず正確な時刻が明確でないままに先に爆撃機が飛び立ち、援護は成功しなかった。4月19日に完全に撃退されて政府軍に投降し114名が戦死、1189名が捕虜となって侵攻作戦は大失敗に終わった。

### 敗因
CIAがキューバ政府軍の勢力を過小評価し「キューバ軍の一部が寝返る」という根拠がない判断をするなど杜撰な作戦計画であったこと、事前に作戦の実施がキューバ側に漏れていたこと、ケネディ大統領への説明が不十分で軍部・CIAと政府内での作戦の認識にズレがあり、命令が二転三転したことなどが失敗の最大の原因とみられている。
アイゼンハワー政権時代に立案された計画では、亡命キューバ人グループを訓練して武装させてキューバ中部のエスカンプライ山脈上空から投下して、カストロに反対する現地キューバ人グループと合流させる作戦であった。カストロ政権が脆弱であると誤った認識と政権転覆に必要な戦力の予測を誤り、最初から問題があった作戦であった。作戦担当のリチャード・ビッセルが亡命キューバ人部隊の上陸地点を中部の山岳から南部のトリニダ付近の海岸から上陸させることに変更し、そして大統領との協議の末に実行直前にエスカンプライ山脈（これより先に革命後に反カストロに走ったグループがこの山岳に逃げ込んでいた）よりさらに遠い西方のヒロン浜に変更した。そこは遮蔽物も退避すべき場所（最初の案では上陸時に劣勢の場合は近い山岳に逃げる計画であった）もなかった。そして事前の4月15日の爆撃が大幅に削減されたので政府軍の航空戦力を撃破出来ず、上陸部隊は空からの援護がなく、政府軍の空からの攻撃に耐えながらサンゴ礁がある浜へ上陸を敢行した。
ケネディ政権大統領顧問のテッド・ソレンセンは著書「ケネディの道」で、作戦失敗の原因に現実とギャップがあったとしている。
1. 作戦の秘密保持が出来なかったこと[注 6]。
2. 上陸後の山岳地帯までの退避行動が全く計画されていなかったこと。
3. 上陸部隊がアメリカ軍の公然たる支援を想定し国内の地下組織と合流するという誤った想定を持っていたこと。
4. キューバ国内のカストロに反対する地下組織の助力や民衆の蜂起で上陸部隊を助けるものとCIAは考えていたが実際はカストロの支配が強くその活動は皆無であったこと。
5. 1961年4月の時点で作戦行動に移ったのは、以後カストロ政府軍が強化されると予測し弱い今のうちに実行すると判断したためであったが、実際はカストロ政府の軍事力はすでに強化されていたこと。

ケネディ政権の原因は3点を挙げる。
1. 政権がスタートしてまだ日が浅く、閣僚やスタッフとの円滑なコミュニケーションが醸成されるにはまだ新しい政府であったこと。
2. 少数の関係者以外は作戦の存在すら知らず計画の細目を検討する時間も機会もなかったこと。
3. 新しい政府がまだ完全に機能するまでには至らずCIAと統合参謀本部だけでの作戦立案であったことが他からの意見聴取を難しくしたこと。

### 想定した計画
「約1500人の『反革命傭兵軍』を各200人の7個大隊に編制。5隻の輸送船に分乗しヒロン浜に上陸。これより前に夜明けとともに降下大隊の1個大隊がヒロン浜とサパタ沼を結ぶ舗装道路を制圧するために落下傘で降下。この降下部隊がヒロン浜の端を制圧し次第、そこへ反革命キューバ人らを空路により輸送。臨時政府をでっち上げ、その要請によりアメリカ海兵隊が海空からの攻撃支援を受けながら上陸することになっていた。」これは2011年に出版された「フィデル・カストロ～みずから語る革命家人生～」において、イグナシオ・ラモネのインタビューに対してカストロ自身が語った言葉である。
数マイル沖にアメリカ海軍は空母エセックスを含む第四艦隊の艦船を待機させ、海兵隊員も乗っていた。キューバ国内で臨時政府の要請を受けて、海兵隊が上陸する手はずであった。臨時政府の首班として、1959年1月のキューバ革命直後に首相に就任したホセ・ミロー・カルドーナを予定した。フィデル・カストロは彼の教え子だが、当時はフロリダ州のアメリカ軍基地にいた。
ヒロン浜に上陸用舟艇で上陸した部隊と落下傘でサパタ湿原東部に降下した部隊とが合流して、湿原と内陸を通じる幹線道路に展開し、大統領命令が出れば沖に待機したアメリカ軍空母から艦載機が出撃し、さらにこれらが援護した輸送機が空から武器弾薬を落下傘で降ろし、海兵隊が上陸する予定であった。

### 二五〇六部隊
このキューバ侵攻作戦を実行した部隊を亡命者旅団、亡命軍、亡命キューバ人グループ、亡命キューバ人部隊、反革命派キューバ軍、反カストロ軍など名称は様々であるが、当時アメリカでは『二五〇六部隊』と命名されていた。ただ『反革命傭兵軍』というのはカストロ政権の側からの呼称であり、傭兵ではなく、いわゆる外人部隊ではない。実際にキューバから逃れ、カストロ体制を転覆させるためにCIAの訓練をグアテマラで受けた後に故国に上陸した部隊である。
フィデル・カストロがこの傭兵部隊と呼んだグループについて、「士官や隊長は殆ど例外なく旧バチスタ政府軍の将校であった。兵卒の多くはかつての大地主や富裕層の息子であった。このことからあの侵攻事件の階級的性格が明確に浮かび上がる」と語っている。
臨時政府首班になる予定であったホセ・ミロー・カルドーナは1959年1月の革命に参じて、カストロと共同して革命政権を樹立した人物であった。すぐにカストロと袂を分かち、2月に首相のポストをカストロに譲ってアメリカに亡命し、この日にラテンアメリカ諸国へ侵攻部隊の支援と連帯を求める声明を発表して、彼の息子もこの作戦に参加して息子は捕虜となった。のちにケネディ大統領と面会している。
作戦失敗後に降伏して捕虜となったキューバ人上陸部隊1189名はその後身柄をキューバからアメリカが受け入れた。しかしこれらのグループはケネディ大統領への反感を露わにしていた。

## 事件後

### 責任の所在

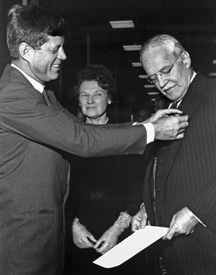
ケネディとダレス

ケネディ大統領は記者会見を行い、失敗の全ての責任が計画の実行を命じた自分にあることを認めていた。しかし、同時にCIAに対しては軍事行動の失敗の責任を追及し、ダレスCIA長官、チャールズ・カベル副長官を更迭した。後任にジョン・マコーンを就任させた。のちの記者会見で「古いことわざにあるように、勝利した者には百人の生みの親が集まるが、敗北した者には一人も集まらない孤児（みなしご）だというのがある。私は政府の責任者であり、これはきわめて明白なことです」と語っている。その後長い交渉の末、1962年暮れまでに捕虜の大半をカストロは釈放し身柄をアメリカに送った。医薬品と食糧合計5300万ドルがアメリカからキューバ政府に支払われた。
その後ケネディは軍部とCIAを全く信用しなくなった。軍事と情報分野の助言者に対しても懐疑的になった。軍部やCIAと関係は冷え、1962年10月のキューバ危機で、空爆を強く主張する軍部の意見を抑えて海上封鎖した手腕で、ケネディは評価される。

### 亡命キューバ人とケネディ暗殺事件
キューバ危機の解決策としてフルシチョフに「以降キューバに武力侵攻しない」と約束をしたことが、亡命キューバ人たちを怒らせた。1963年3月にケネディは公然と亡命キューバ人の軍事行動にブレーキをかけ始めた。彼らの部隊を使わせないようにして怒らせた。
1963年11月のケネディ大統領暗殺事件直後、当時の司法長官でケネディ大統領の実弟のロバート・F・ケネディはジョン・マコーンCIA長官を自宅に呼び出して、「CIAが殺したのか」と詰問してマコーン長官が即座に否定した。ロバートはキューバでの最初の大失敗でCIAにも亡命キューバ人に対してもケネディ兄弟に対する反感が根強いと感じていた。
実際、ピッグス湾事件に参加し捕虜となりその後身柄をアメリカに送られた亡命キューバ人グループは反カストロ感情とともに、「ピッグス湾で最後に裏切った」とされたケネディに対する反感は強いものがあった。後に亡命キューバ人グループの指導者ハリー・ウィリアムズに向かってロバートは「君のところの誰かがやったんだろう」と声をかけている。
ケネディ大統領暗殺事件を裏で手を引いていたのが、「ケネディ大統領に強い殺意を持っていた亡命キューバ人グループである」という意見は、事件以降60年以上経過した今も根強い。

### 社会主義革命
それまでキューバ革命は特に「社会主義革命」と宣言されていたわけではなかったが、カストロ首相は1961年5月1日のメーデー演説で「社会主義革命であった」と正式に宣言するとともに、軍備増強の必要性を認識し、ソビエト連邦や東ドイツ、北朝鮮をはじめとする社会主義体制、共産党政権の東側諸国との友好関係の確立を図り、これ以降急速に反帝国主義（反米）路線を採り、東側陣営と同盟および友好関係を築くことになる。

## 事件の名称
反カストロ軍の名称も様々なら、事件の名称も様々である。ピッグス湾事件、コチノス湾事件、プラヤ・ヒロン侵攻事件、ヒロン浜侵攻事件、ヒロン海岸侵攻事件、あるいは第一次キューバ危機などで、日本でも当初ピッグス湾事件と呼ばれ、やがてコチノス湾事件と呼ばれていた。最近ではプラヤ・ヒロン侵攻事件あるいはヒロン浜侵攻事件と呼ばれている。
それぞれ名前の由来は以下のようなものである。
事件の舞台となったスペイン語名のコチノス湾(Bahía de Cochinos)、コチノスとはコチーノ、スペイン語で豚の意味する語の複数形であり、この英訳からピッグス湾。侵攻軍が上陸地点に選んだ地点、スペイン語名のプラヤ・ヒロン(Playa Girón)、それぞれプラヤとは浜やビーチの意、ヒロンはスペインやフランスで主に用いられる姓で、プラヤ・ヒロンの場合はフランス人の海賊Gilberto Gironに由来し、その訳語からヒロン浜、ヒロン海岸の名称が冠せられている。
日本では一方の当事者であるアメリカと近い立ち位置から、アメリカ側の呼称であるピッグス湾事件の名称が主流だが、他方の当事者であるキューバ側の人物では、ラウル・カストロ議長が2009年4月16日にベネズエラで開催されたALBA（米州ボリーバル主義同盟）首脳会議の席で、この事件が話題になった折りに歴史的用語となった「プラヤ・ヒロン」について、「かつては集落であったが今では観光地になってしまった」として、「コチノス湾事件と呼ぶ方が正確だ」と興味深い指摘をしているなど用いる呼称に違いがある。

## ウィーン会談

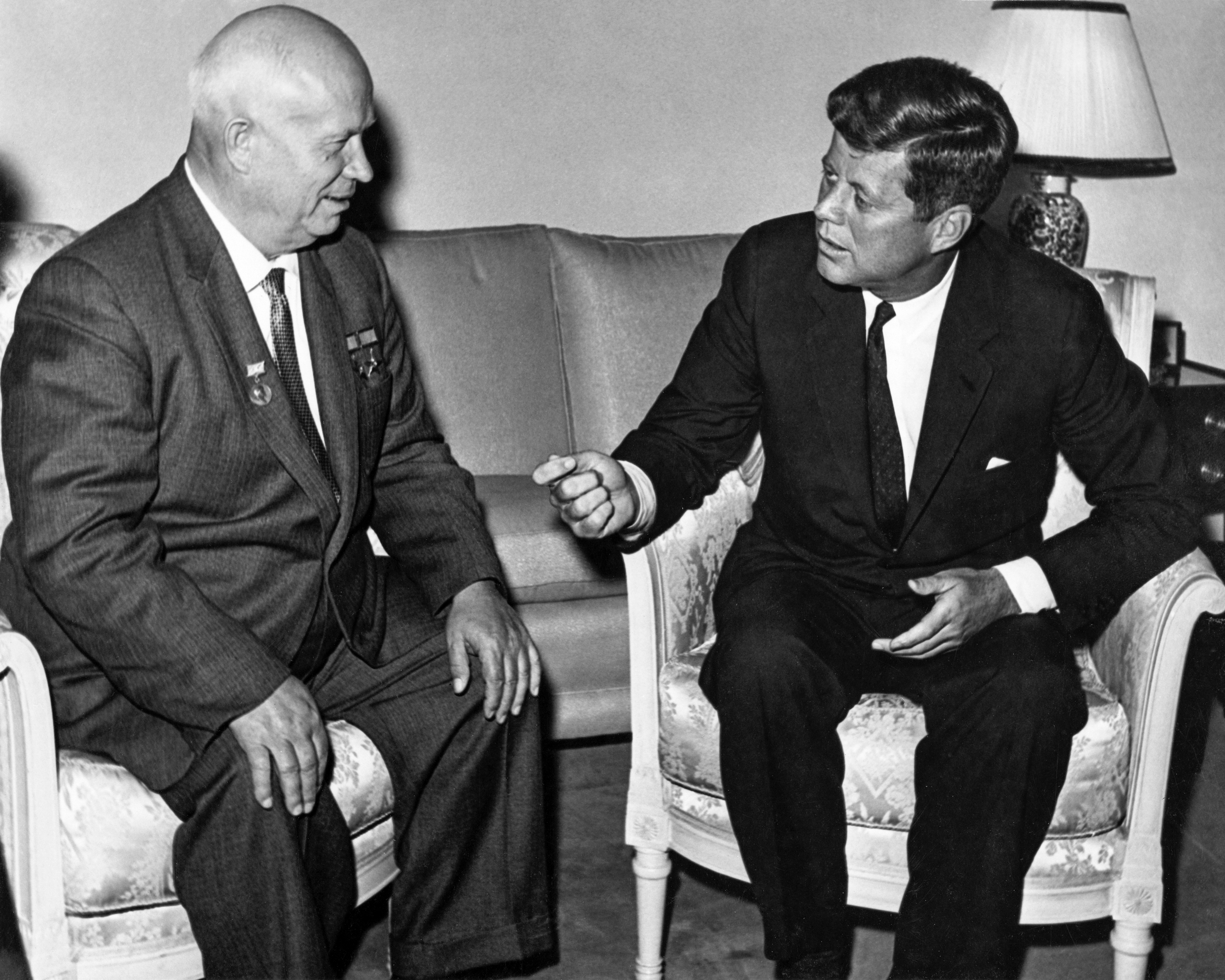
ウィーンで会談するケネディ（右）とフルシチョフ（左）

ピッグス湾事件より2カ月後に、ウィーンで米ソ首脳会談が行われた。フルシチョフにとってはアメリカのピッグス湾事件の失敗で、ケネディに対して優位に立ったと判断して会談に臨んだ。ケネディにとっては失地回復の場としてフルシチョフとの個人的な折衝を通じて円滑な意思疎通が図れるようにするための会談でもあった。キューバ問題に関しての二人のやり取りは以下のようなものであった。
- ケネディ
  - フルシチョフ首相がアメリカの動きを基にして判断しなければならないように、私はソ連が次にどう動くかに基づいて判断を下さねばならない。だからこれらの判断に、より大きな正確さをもたらすものにしなければならない。それによって国を危険に曝すことなく競争の時代を生き抜くことができる。
- フルシチョフ
  - 危険はアメリカが革命の原因を誤解したときにのみ起こる。革命はすべて内発的なものであり、ソ連が作り出したものではない。キューバに対してアメリカはバチスタを支持し、このことがキューバ国民の怒りがアメリカに向かっているのです。大統領が決断したキューバ上陸作戦はキューバの革命勢力とカストロの地位を強めただけです。もともとカストロは共産主義者ではない。しかしアメリカの政策が彼を共産主義者に変えたのです。私も共産主義者に生まれたわけではない。資本主義者が私を共産主義者にしたのです。わずか600万人のキューバがアメリカにとって脅威ですか？アメリカがキューバに思いのまま自由に行動できるとすればアメリカ軍の基地があるトルコやイランにソ連が干渉するのも自由になります。この状況が大統領の言う誤算を引き起こすことになります。
- ケネディ
  - 私はバチスタを支持していない。自分が懸念しているのはカストロが地域のトラブルの基地に変えてしまうことです。キューバがアメリカにとって脅威ではないのと同じくトルコやイランもソ連の脅威とはなりえない。

このピッグス湾事件後もケネディ政権はカストロ政権の打倒を目ざして、キューバ国内へのクーデター支援・政権打倒工作、ゲリラ攻撃、カストロ暗殺工作などマングース作戦と呼ばれる工作を続け、このままではアメリカ合衆国から政権を打倒されると危機を感じたカストロが、1962年5月にソビエト連邦に軍事的支援を求めて、核ミサイルの搬入とミサイル基地の建設に入り、その結果1962年10月のキューバ危機を招くに至った。
2011年4月にはこのピッグス湾事件から50年を記念した式典がキューバ国内で行われた。